# Stabæk Fotball 2019
Questa voce raccoglie le informazioni riguardanti lo Stabæk Fotball nelle competizioni ufficiali della stagione 2019.

## Stagione
Lo Stabæk ha chiuso il campionato all'8º posto, mentre l'avventura nel Norgesmesterskapet si è chiusa al quarto turno, con l'eliminazione subita per mano del Viking.
Il 6 giugno 2019, l'allenatore della squadra Henning Berg ha lasciato il club, per allenare l'Omonia. L'11 giugno successivo, Jan Jönsson ne ha preso il posto.
Marcus Sandberg è stato il calciatore più utilizzato in stagione, con 33 presenze tra campionato e coppa. Franck Boli è stato invece il miglior marcatore, nonostante sia stato ceduto nel corso del calciomercato estivo: l'ivoriano ha realizzato comunque 8 reti, tra tutte le competizioni.

## Maglie e sponsor
Lo sponsor tecnico per la stagione 2019 è stato Macron, mentre lo sponsor ufficiale è stato SpareBank 1. La divisa casalinga è composta da una maglietta azzurra a strisce blu, con pantaloncini e calzettoni blu. Quella da trasferta era invece composta da una maglietta bianca con inserti blu, pantaloncini e calzettoni bianchi.
| Casa | Trasferta |

## Rosa
| N. |                           | Ruolo | Calciatore                |
| -- | ------------------------- | ----- | ------------------------- |
| 1  | Norvegia (bandiera)       | P     | Simen Lillevik Kjellevold |
| 2  | Venezuela (bandiera)      | D     | Ronald Hernández          |
| 3  | Norvegia (bandiera)       | D     | Yaw Amankwah              |
| 3  | Danimarca (bandiera)      | D     | Nikolaj Kirk              |
| 4  | Norvegia (bandiera)       | D     | Vadim Demidov             |
| 5  | Norvegia (bandiera)       | D     | Steinar Strømnes          |
| 6  | Costa d'Avorio (bandiera) | C     | Luc Kassi                 |
| 7  | Ghana (bandiera)          | C     | Raymond Gyasi             |
| 8  | Norvegia (bandiera)       | C     | Emil Bohinen              |
| 10 | Danimarca (bandiera)      | C     | Youssef Toutouh           |
| 10 | Costa d'Avorio (bandiera) | A     | Franck Boli               |
| 11 | Zimbabwe (bandiera)       | A     | Matthew Rusike            |
| 12 | Svezia (bandiera)         | P     | Marcus Sandberg           |
| 13 | Norvegia (bandiera)       | C     | Younes Amer               |
| 14 | Norvegia (bandiera)       | C     | Kristoffer Askildsen      |
| 15 | Norvegia (bandiera)       | D     | Morten Renå Olsen         |
| 16 | Norvegia (bandiera)       | D     | Andreas Hanche-Olsen      |
| 17 | Norvegia (bandiera)       | A     | Daniel Braaten            |
| 18 | Norvegia (bandiera)       | D     | Jeppe Moe                 |
| 19 | Giappone (bandiera)       | A     | Kōsuke Kinoshita          |

| N. |                      | Ruolo | Calciatore               |
| -- | -------------------- | ----- | ------------------------ |
| 20 | Norvegia (bandiera)  | A     | Ola Brynhildsen          |
| 21 | Estonia (bandiera)   | D     | Madis Vihmann            |
| 21 | Danimarca (bandiera) | A     | Kasper Junker            |
| 22 | Danimarca (bandiera) | C     | Sammy Skytte             |
| 23 | Norvegia (bandiera)  | A     | Oliver Edvardsen         |
| 24 | Norvegia (bandiera)  | P     | Marius Ulla              |
| 25 | Norvegia (bandiera)  | C     | Hugo Vetlesen            |
| 27 | Norvegia (bandiera)  | D     | Nicolas Pignatel Jenssen |
| 28 | Cina (bandiera)      | D     | Sun Jie                  |
| 29 | Norvegia (bandiera)  | A     | Oscar Aga                |
| 30 | Norvegia (bandiera)  | D     | Peder Vogt               |
| 40 | Norvegia (bandiera)  | C     | Magnus Lundal            |
| 42 | Norvegia (bandiera)  | C     | Tobias Børkeeiet         |
| 50 | Norvegia (bandiera)  | C     | Jørgen Thue Kristiansen  |
| 60 | Norvegia (bandiera)  | D     | Christopher Hurleen      |
| 67 | Belgio (bandiera)    | C     | Tortol Lumanza           |
| 70 | Norvegia (bandiera)  | C     | Kristian Arnstad         |
| 77 | Marocco (bandiera)   | A     | Youness Mokhtar          |
| 88 | Norvegia (bandiera)  | A     | Herman Geelmuyden        |

## Calciomercato

### Sessione invernale(dal 09/01 al 01/04)
| Arrivi           | Arrivi                | Arrivi          | Arrivi        |
| R.               | Nome                  | da              | Modalità      |
| ---------------- | --------------------- | --------------- | ------------- |
| P                | Jonas Brauti          | Ullern          | definitivo    |
| D                | Sun Jie               | Changchun Yatai | prestito      |
| D                | Nikolaj Kirk          | Midtjylland     | prestito      |
| D                | Madis Vihmann         | Flora Tallinn   | prestito      |
| C                | Younes Amer           | Nordstrand      | definitivo    |
| A                | Daniel Braaten        |                 | svincolato    |
| A                | Matthew Rusike        |                 | svincolato    |
| A                | Alexander Torvund     | Ullern          | definitivo    |
| Altre operazioni |                       |                 |               |
| R.               | Nome                  | da              | Modalità      |
| A                | Sindre Mauritz-Hansen | Strømmen        | fine prestito |

| Partenze | Partenze              | Partenze      | Partenze      |
| R.       | Nome                  | a             | Modalità      |
| -------- | --------------------- | ------------- | ------------- |
| D        | Jesper Daland         |               | svincolato    |
| D        | Daniel Granli         |               | svincolato    |
| D        | Håkon Skogseid        |               | ritiro        |
| C        | John Hou Sæter        | Beijing Guoan | definitivo    |
| C        | Aboubakar Keita       | Copenaghen    | fine prestito |
| C        | Hongliang Tao         |               | svincolato    |
| C        | Filip Valenčič        | Inter Turku   | prestito      |
| C        | Xin Zhou              |               | svincolato    |
| A        | Abdul-Basit Agouda    | KFUM Oslo     | definitivo    |
| A        | Sindre Mauritz-Hansen |               | svincolato    |
| A        | Moussa Njie           |               | svincolato    |
| A        | Ohi Omoijuanfo        | Molde         | definitivo    |

### Tra le due sessioni
| Arrivi | Arrivi          | Arrivi | Arrivi     |
| R.     | Nome            | da     | Modalità   |
| ------ | --------------- | ------ | ---------- |
| A      | Youness Mokhtar |        | svincolato |

| Partenze | Partenze          | Partenze    | Partenze      |
| R.       | Nome              | a           | Modalità      |
| -------- | ----------------- | ----------- | ------------- |
| D        | Nikolaj Kirk      | Midtjylland | fine prestito |
| D        | Morten Renå Olsen | Notodden    | prestito      |
| C        | Tobias Børkeeiet  | Brøndby     | definitivo    |
| A        | Youness Mokhtar   |             | svincolato    |

### Sessione estiva(dal 01/08 al 31/08)
| Arrivi | Arrivi           | Arrivi       | Arrivi     |
| R.     | Nome             | da           | Modalità   |
| ------ | ---------------- | ------------ | ---------- |
| D      | Yaw Amankwah     |              | svincolato |
| C      | Tortol Lumanza   |              | svincolato |
| C      | Sammy Skytte     | Midtjylland  | prestito   |
| C      | Youssef Toutouh  | Aarhus       | prestito   |
| A      | Oliver Edvardsen | Grorud       | definitivo |
| A      | Kasper Junker    | Horsens      | prestito   |
| A      | Kōsuke Kinoshita | Sint-Truiden | definitivo |

| Partenze | Partenze    | Partenze    | Partenze   |
| R.       | Nome        | a           | Modalità   |
| -------- | ----------- | ----------- | ---------- |
| A        | Oscar Aga   | Grorud      | prestito   |
| A        | Franck Boli | Ferencváros | definitivo |

### Dopo la sessione estiva
| Arrivi | Arrivi | Arrivi | Arrivi   |
| R.     | Nome   | da     | Modalità |
| ------ | ------ | ------ | -------- |

| Partenze | Partenze         | Partenze   | Partenze   |
| R.       | Nome             | a          | Modalità   |
| -------- | ---------------- | ---------- | ---------- |
| C        | Kristian Arnstad | Anderlecht | definitivo |

## Risultati

### Eliteserien

#### Girone di andata
| Arbitro: | Moen (Haugesund) |

|          |           |                 |
| Boli 45’ | Marcatori | 45’ Lehne Olsen |

| Arbitro: | Hagen (Grue) |

|                                             |           |  |
| Wolff Eikrem 32’ Omoijuanfo 38’ Moström 81’ | Marcatori |  |

| Arbitro: | Døvle (Larvik) |

|                                      |           |                 |
| Bohinen 29’ Brynhildsen 56’ Boli 67’ | Marcatori | 42’ Reginiussen |

| Arbitro: | Saggi (Drammen) |

|                                        |           |  |
| Bergqvist 24’ Stølås 73’ Samuelsen 84’ | Marcatori |  |

| Arbitro: | Hagenes (Flaktveit) |

|               |           |  |
| Boli 22’, 25’ | Marcatori |  |

| Arbitro: | Hansen (Feda) |

|            |           |  |
| Liseth 90’ | Marcatori |  |

| Arbitro: | Hagen (Grue) |

|  |           |             |
|  | Marcatori | 21’ Berisha |

| Arbitro: | Hansen (Feda) |

|                                              |           |  |
| Thorstvedt 47’ Høiland 60’ (rig.) Bytyqi 65’ | Marcatori |  |

| Arbitro: | Steen (Bergen) |

|                  |           |            |
| Hanche-Olsen 65’ | Marcatori | 48’ George |

| Arbitro: | Hafsås (Trondheim) |

|                 |           |             |
| Børven 10’, 75’ | Marcatori | 13’ Braaten |

| Arbitro: | Moen (Haugesund) |

|  |           |            |
|  | Marcatori | 76’ Taylor |

| Arbitro: | Smehus Kringstad |

|  |           |                 |
|  | Marcatori | 89’ (rig.) Boli |

| Stabekk 30 giugno 2019, ore 18:00 13ª giornata | Stabæk       | 0 – 0 referto | Ranheim | Nadderud Stadion (3.256 spett.)\| Arbitro: \| Hagen (Grue) \| |
| Arbitro:                                       | Hagen (Grue) |               |         |                                                               |

| Arbitro: | Skjerven (Kaupanger) |

|  |           |                           |
|  | Marcatori | 14’ Brynhildsen 81’ Kassi |

| Arbitro: | Hagenes (Flaktveit) |

|                                  |           |                                              |
| Boli 42’ Vihmann 68’ Bohinen 90’ | Marcatori | 1’ Lindseth 27’ Ruud Tveter 50’ Lie Skålevik |

#### Girone di ritorno
| Arbitro: | Døvle (Larvik) |

|                  |           |           |
| Hanche-Olsen 49’ | Marcatori | 69’ Velde |

| Arbitro: | Hagen (Grue) |

|                                   |           |             |
| Yttergård Jenssen 59’ Berisha 67’ | Marcatori | 81’ Braaten |

| Arbitro: | Moen (Haugesund) |

|                        |           |  |
| Junker 15’ Bohinen 80’ | Marcatori |  |

| Arbitro: | Hansen (Feda) |

|                                                |           |                             |
| Søderlund 28’ Adegbenro 63’ Helland 75’ (rig.) | Marcatori | 8’ (aut.) Meling 82’ Junker |

| Arbitro: | Hagenes (Flaktveit) |

|                          |           |              |
| Brynhildsen 5’ Kassi 86’ | Marcatori | 81’ Salvesen |

| Arbitro: | Moen (Haugesund) |

|                                                |           |                                              |
| Evjen 4’ Layouni 84’ (rig.) Bohinen 90’ (aut.) | Marcatori | 29’ Brynhildsen 44’ (rig.) Bohinen 90’ Kassi |

| Arbitro: | Døvle (Larvik) |

|                 |           |                           |
| Brynhildsen 90’ | Marcatori | 53’ Hestad 69’ Omoijuanfo |

| Sarpsborg 29 settembre 2019, ore 18:00 23ª giornata | Sarpsborg 08         | 0 – 0 referto | Stabæk | Sarpsborg Stadion (4.971 spett.)\| Arbitro: \| Skjerven (Kaupanger) \| |
| Arbitro:                                            | Skjerven (Kaupanger) |               |        |                                                                        |

| Stabekk 6 ottobre 2019, ore 18:00 24ª giornata | Stabæk           | 0 – 0 referto | Viking | Nadderud Stadion (3.127 spett.)\| Arbitro: \| Smehus Kringstad \| |
| Arbitro:                                       | Smehus Kringstad |               |        |                                                                   |

| Arbitro: | Hagen (Grue) |

|  |           |                     |
|  | Marcatori | 6’ Skytte 17’ Kassi |

| Stabekk 27 ottobre 2019, ore 18:00 26ª giornata | Stabæk             | 0 – 0 referto | Odd | Nadderud Stadion (3.082 spett.)\| Arbitro: \| Hafsås (Trondheim) \| |
| Arbitro:                                        | Hafsås (Trondheim) |               |     |                                                                     |

| Arbitro: | Saggi (Drammen) |

|  |           |                              |
|  | Marcatori | 62’ Amankwah 78’ (aut.) Furu |

| Arbitro: | Steen (Bergen) |

|               |           |                               |
| Melgalvis 90’ | Marcatori | 24’ Brynhildsen 26’ Edvardsen |

| Arbitro: | Skjerven (Kaupanger) |

|                               |           |  |
| Askildsen 18’ Junker 63’, 80’ | Marcatori |  |

| Arbitro: | Hansen (Feda) |

|              |           |               |
| Espejord 47’ | Marcatori | 39’ Edvardsen |

### Norgesmesterskapet
| Arbitro: | Røvig Sletner |

|                 |           |                          |
| Scheele Moe 90’ | Marcatori | 25’, 83’ Aga 55’ Mokhtar |

| Arbitro: | Bodding |

|           |           |                                                              |
| Solum 62’ | Marcatori | 2’ (rig.) Kassi 35’ Vihmann 57’, 72’, 90’ Aga 77’ Geelmuyden |

| Arbitro: | Medic |

|                 |           |                                            |
| Reginiussen 50’ | Marcatori | 4’ Vetlesen 75’ Gyasi 78’ (rig.), 90’ Boli |

| Arbitro: | Saggi (Drammen) |

|                                                               |           |                       |
| Furdal 8’ Vikstøl 21’ Østensen 23’ Thorstvedt 84’ Høiland 86’ | Marcatori | 10’ Gyasi 18’ Braaten |

## Statistiche

### Statistiche di squadra
| Competizione       | Punti | In casa | In casa | In casa | In casa | In casa | In casa | In trasferta | In trasferta | In trasferta | In trasferta | In trasferta | In trasferta | Totale | Totale | Totale | Totale | Totale | Totale | DR |
| Competizione       | Punti | G       | V       | N       | P       | Gf      | Gs      | G            | V            | N            | P            | Gf           | Gs           | G      | V      | N      | P      | Gf     | Gs     | DR |
| ------------------ | ----- | ------- | ------- | ------- | ------- | ------- | ------- | ------------ | ------------ | ------------ | ------------ | ------------ | ------------ | ------ | ------ | ------ | ------ | ------ | ------ | -- |
| Eliteserien        | 40    | 15      | 5       | 7       | 3       | 20      | 14      | 15           | 5            | 3            | 7            | 18           | 22           | 30     | 10     | 10     | 10     | 38     | 36     | +2 |
| Norgesmesterskapet | -     | 0       | 0       | 0       | 0       | 0       | 0       | 4            | 3            | 0            | 1            | 15           | 8            | 4      | 3      | 0      | 1      | 15     | 8      | +7 |
| Totale             | -     | 15      | 5       | 7       | 3       | 20      | 14      | 19           | 8            | 3            | 8            | 33           | 30           | 34     | 13     | 10     | 11     | 53     | 44     | +9 |

### Andamento in campionato
| Giornata  | 1  | 2  | 3  | 4  | 5  | 6  | 7  | 8  | 9  | 10 | 11 | 12 | 13 | 14 | 15 | 16 | 17 | 18 | 19 | 20 | 21 | 22 | 23 | 24 | 25 | 26 | 27 | 28 | 29 | 30 |
| --------- | -- | -- | -- | -- | -- | -- | -- | -- | -- | -- | -- | -- | -- | -- | -- | -- | -- | -- | -- | -- | -- | -- | -- | -- | -- | -- | -- | -- | -- | -- |
| Luogo     | C  | T  | C  | T  | C  | T  | C  | T  | C  | T  | C  | T  | C  | T  | C  | C  | T  | C  | T  | C  | T  | C  | T  | C  | T  | C  | T  | T  | C  | T  |
| Risultato | N  | P  | V  | P  | V  | P  | P  | P  | N  | P  | P  | V  | N  | V  | N  | N  | P  | V  | P  | V  | N  | P  | N  | N  | V  | N  | V  | V  | V  | N  |
| Posizione | 10 | 14 | 10 | 13 | 10 | 11 | 13 | 13 | 14 | 14 | 16 | 15 | 15 | 12 | 12 | 12 | 13 | 12 | 12 | 11 | 11 | 11 | 11 | 11 | 10 | 10 | 10 | 9  | 8  | 8  |

Fonte:  Eliteserien 2019, su altomfotball.no, Altomfotball. URL consultato il 10 marzo 2021 (archiviato dall'url originale il 10 aprile 2021).
Legenda:

Luogo: C = Casa; T = Trasferta. Risultato: V = Vittoria; N = Pareggio; P = Sconfitta.

### Statistiche dei giocatori
| Giocatore              | Eliteserien | Eliteserien | Eliteserien | Eliteserien | Norgesmesterskapet | Norgesmesterskapet | Norgesmesterskapet | Norgesmesterskapet | Coppe europee | Coppe europee | Coppe europee | Coppe europee | Altre coppe | Altre coppe | Altre coppe | Altre coppe | Totale   | Totale | Totale      | Totale     |
| Giocatore              | Presenze    | Reti        | Ammonizioni | Espulsioni  | Presenze           | Reti               | Ammonizioni        | Espulsioni         | Presenze      | Reti          | Ammonizioni   | Espulsioni    | Presenze    | Reti        | Ammonizioni | Espulsioni  | Presenze | Reti   | Ammonizioni | Espulsioni |
| ---------------------- | ----------- | ----------- | ----------- | ----------- | ------------------ | ------------------ | ------------------ | ------------------ | ------------- | ------------- | ------------- | ------------- | ----------- | ----------- | ----------- | ----------- | -------- | ------ | ----------- | ---------- |
| O. Aga                 | 4           | 0           | 1           | 0           | 3                  | 5                  | 0                  | 0                  |               |               |               |               |             |             |             |             | 7        | 5      | 1           | 0          |
| Y. Amankwah            | 15          | 1           | 3           | 0           | -                  | -                  | -                  | -                  |               |               |               |               |             |             |             |             | 15       | 1      | 3           | 0          |
| Y. Amer                | 0           | 0           | 0           | 0           | 0                  | 0                  | 0                  | 0                  |               |               |               |               |             |             |             |             | 0        | 0      | 0           | 0          |
| K. Arnstad             | 0           | 0           | 0           | 0           | 1                  | 0                  | 0                  | 0                  |               |               |               |               |             |             |             |             | 1        | 0      | 0           | 0          |
| K. Askildsen           | 14          | 1           | 1           | 0           | 2                  | 0                  | 0                  | 0                  |               |               |               |               |             |             |             |             | 16       | 1      | 1           | 0          |
| E. Bohinen             | 29          | 4           | 5           | 0           | 2                  | 0                  | 0                  | 0                  |               |               |               |               |             |             |             |             | 31       | 4      | 5           | 0          |
| F. Boli                | 13          | 6           | 0           | 0           | 2                  | 2                  | 0                  | 1                  |               |               |               |               |             |             |             |             | 15       | 8      | 0           | 1          |
| D. Braaten             | 18          | 2           | 0           | 0           | 4                  | 1                  | 0                  | 0                  |               |               |               |               |             |             |             |             | 22       | 3      | 0           | 0          |
| O. Brynhildsen         | 29          | 6           | 2           | 0           | 1                  | 0                  | 0                  | 0                  |               |               |               |               |             |             |             |             | 30       | 6      | 2           | 0          |
| T. Børkeeiet           | 10          | 0           | 0           | 1           | 2                  | 0                  | 0                  | 0                  |               |               |               |               |             |             |             |             | 12       | 0      | 0           | 1          |
| V. Demidov             | 15          | 0           | 3           | 1           | 0                  | 0                  | 0                  | 0                  |               |               |               |               |             |             |             |             | 15       | 0      | 3           | 1          |
| O. Edvardsen           | 8           | 2           | 1           | 0           | -                  | -                  | -                  | -                  |               |               |               |               |             |             |             |             | 8        | 2      | 1           | 0          |
| H. Geelmuyden          | 5           | 0           | 0           | 1           | 4                  | 1                  | 0                  | 0                  |               |               |               |               |             |             |             |             | 9        | 1      | 0           | 1          |
| R. Gyasi               | 3           | 0           | 0           | 0           | 3                  | 2                  | 0                  | 0                  |               |               |               |               |             |             |             |             | 6        | 2      | 0           | 0          |
| A. Hanche-Olsen        | 28          | 2           | 4           | 0           | 4                  | 0                  | 0                  | 0                  |               |               |               |               |             |             |             |             | 32       | 2      | 4           | 0          |
| R. Hernández           | 27          | 0           | 2           | 0           | 1                  | 0                  | 0                  | 0                  |               |               |               |               |             |             |             |             | 28       | 0      | 2           | 0          |
| C. Hurleen             | 0           | 0           | 0           | 0           | 0                  | 0                  | 0                  | 0                  |               |               |               |               |             |             |             |             | 0        | 0      | 0           | 0          |
| S. Jie                 | 0           | 0           | 0           | 0           | 3                  | 0                  | 1                  | 0                  |               |               |               |               |             |             |             |             | 3        | 0      | 1           | 0          |
| K. Junker              | 12          | 6           | 2           | 0           | -                  | -                  | -                  | -                  |               |               |               |               |             |             |             |             | 12       | 6      | 2           | 0          |
| L. Kassi               | 23          | 4           | 3           | 0           | 3                  | 1                  | 1                  | 0                  |               |               |               |               |             |             |             |             | 26       | 5      | 4           | 0          |
| K. Kinoshita           | 9           | 0           | 0           | 0           | -                  | -                  | -                  | -                  |               |               |               |               |             |             |             |             | 9        | 0      | 0           | 0          |
| N. Kirk                | 4           | 0           | 1           | 0           | 2                  | 0                  | 0                  | 0                  |               |               |               |               |             |             |             |             | 6        | 0      | 1           | 0          |
| S. Lillevik Kjellevold | 0           | 0           | 0           | 0           | 1                  | -1                 | 0                  | 0                  |               |               |               |               |             |             |             |             | 1        | -1     | 0           | 0          |
| T. Lumanza             | 11          | 0           | 0           | 0           | -                  | -                  | -                  | -                  |               |               |               |               |             |             |             |             | 11       | 0      | 0           | 0          |
| M. Lundal              | 0           | 0           | 0           | 0           | 1                  | 0                  | 0                  | 0                  |               |               |               |               |             |             |             |             | 1        | 0      | 0           | 0          |
| J. Moe                 | 19          | 0           | 1           | 0           | 1                  | 0                  | 0                  | 0                  |               |               |               |               |             |             |             |             | 20       | 0      | 1           | 0          |
| Y. Mokhtar             | 2           | 0           | 0           | 0           | 1                  | 1                  | 0                  | 0                  |               |               |               |               |             |             |             |             | 3        | 1      | 0           | 0          |
| N. Pignatel Jenssen    | 0           | 0           | 0           | 0           | 1                  | 0                  | 0                  | 0                  |               |               |               |               |             |             |             |             | 1        | 0      | 0           | 0          |
| M. Renå Olsen          | 0           | 0           | 0           | 0           | 0                  | 0                  | 0                  | 0                  |               |               |               |               |             |             |             |             | 0        | 0      | 0           | 0          |
| M. Rusike              | 3           | 0           | 0           | 0           | 0                  | 0                  | 0                  | 0                  |               |               |               |               |             |             |             |             | 3        | 0      | 0           | 0          |
| M. Sandberg            | 30          | -36         | 2           | 0           | 3                  | -7                 | 0                  | 0                  |               |               |               |               |             |             |             |             | 33       | -43    | 2           | 0          |
| S. Skytte              | 13          | 1           | 3           | 0           | -                  | -                  | -                  | -                  |               |               |               |               |             |             |             |             | 13       | 1      | 3           | 0          |
| S. Strømnes            | 13          | 0           | 2           | 0           | 2                  | 0                  | 0                  | 0                  |               |               |               |               |             |             |             |             | 15       | 0      | 2           | 0          |
| J. Thue Kristiansen    | 0           | 0           | 0           | 0           | 0                  | 0                  | 0                  | 0                  |               |               |               |               |             |             |             |             | 0        | 0      | 0           | 0          |
| Y. Toutouh             | 7           | 0           | 1           | 0           | -                  | -                  | -                  | -                  |               |               |               |               |             |             |             |             | 7        | 0      | 1           | 0          |
| M. Ulla                | 0           | 0           | 0           | 0           | 0                  | 0                  | 0                  | 0                  |               |               |               |               |             |             |             |             | 0        | 0      | 0           | 0          |
| H. Vetlesen            | 24          | 0           | 1           | 0           | 3                  | 1                  | 0                  | 0                  |               |               |               |               |             |             |             |             | 27       | 1      | 1           | 0          |
| M. Vihmann             | 14          | 1           | 2           | 0           | 3                  | 1                  | 0                  | 0                  |               |               |               |               |             |             |             |             | 17       | 2      | 2           | 0          |
| P. Vogt                | 2           | 0           | 0           | 0           | 3                  | 0                  | 0                  | 0                  |               |               |               |               |             |             |             |             | 5        | 0      | 0           | 0          |